# Vic Schoen
Victor Schoen (26. března 1916 – 5. ledna 2000) byl americký kapelník, aranžér, skladatel a producent. Jeho kariéra trvala od 30. let dvacáteho století až do jeho smrti v roce 2000. Aranžoval hudbu pro mnoho známých osobností šoubyznysu, jako například Benny Goodman, Glenn Miller, Count Basie, Tommy Dorsey, Harry James, Les Brown, Woody Herman, Gene Krupa, George Shearing, Jimmie Lunceford, Ray McKinley, Benny Carter, Louis Prima, Russ Morgan, Guy Lombardo, Carmen Cavallaro, Carmen Miranda, Gordon Jenkins, Joe Venuti, Victor Young, Arthur Fiedler and the Boston Pops, a vedl vlastní The Vic Schoen Orchestra.
Schoen aranžoval a nahrával s těmito známými osobnostmi: The Andrews Sisters, Bing Crosby, Bob Hope, Danny Kaye, Rosemary Clooney, Irving Berlin, Marion Hutton, Betty Hutton, Perry Como, Dick Haymes, Ella Fitzgerald, Al Jolson, Maurice Chevalier, Enzo Stuarti, Lauritz Melchior, Mary Martin, Bob Crosby, The Weavers, Burl Ives, Eddie Fisher, Mildred Bailey, Peggy Lee, Patti Page, the McGuire Sisters, the Sherman Brothers, a Kay Starr.
Nejznámější a nejlépe zapamatovatelný bude jako hudební režisér a aranžér The Andrews Sisters.

## Soukromý život
Schoen byl ženat čtyřikrát:
- Yvette Agnes Gowdy (1943–48)
  - Jeden syn: David Schoen, fotograf (*20. června, 1944; http://www.davidschoen.com Archivováno 17. 11. 2018 na Wayback Machine. [obsahuje umělecké zobrazení nahoty])
- Kay Starr (1953)
- Marion Hutton (1954–87)
- Sally-Jan Calbeck (1994–2000)

## Nahrávky
- Music for a Rainy Night, Decca DL8081
- A Letter to Laura, Decca DL8132
- Great Songs from All Over the World, Kapp K-1097-S
- Brass Laced with Strings, RCA Stereo Action LSA-2344
- Stereophonic Suite For Two Bands (pozdější reedice: Impact! Band Meets Band), Kapp KRL-4504
- A Swingers Holiday, Liberty LST-7018
- Corcovado Trumpets, Mainstream 56036-S/6036
- Girls with Brass, Mainstream MMS 705